# 克拉巴火山
克拉巴火山是蘇拉威西島最高的火山，位於印度尼西亞北蘇拉威西省萬鴉老市東部。 該火山海拔高度1,995米，山頂有一個170×250米寬的淺火山口湖。 歷史上沒有證實該火山爆發過。 1683年發生的噴發報告被認為是由通科科火山爆發的。